# Comprar, tirar, comprar
Comprar, tirar, comprar é um documentário espanhol sobre a obsolescência programada. O documentário viaja para a França, Alemanha, Espanha e para os Estados Unidos a fim de entrevistar pessoas envolvidas de alguma forma com essa que se tornou uma das bases da economia moderna.

## Produção
Este documentário foi realizado por Cosima Dannoritzer. É uma coprodução Media 3.14 (Espanha) & Article Z (França), cofinanciada por diversas televisões: Arte (França), TVE (Espanha) & Televisão da Catalunha (Espanha), e em colaboração com NRK (Noruega), RTBF (Bélgica), SBS-TV (Austrália), TG4 (Irlanda), Télévision Suisse Romande (Suíça), YLE (Finlândia).